# پیتر کوتس
پیتر کوتس (انگلیسی: Peter Coates؛ زادهٔ ۱۳ ژانویهٔ ۱۹۳۸) رئیس هیئت مدیره، و اهالی کسب‌وکار اهل بریتانیا است.